# Kung Fu Zohra
Pour les articles homonymes, voir Kung fu (homonymie).
Pour plus de détails, voir Fiche technique et Distribution.
Kung Fu Zohra est un film français réalisé par Mabrouk El Mechri et sorti le 9 mars 2022. Il est présenté en avant-première au festival du cinéma méditerranéen de Montpellier 2021.

## Synopsis
Persuadée qu’une rupture briserait le cœur de sa petite fille, Zohra (Sabrina Ouazani) n’arrive pas à quitter son mari Omar (Ramzy Bedia) malgré les violences qu’elle subit et malgré les conseils de son amie Binta (Eye Haïdara). C’est alors qu’elle rencontre Chang un maître de Kung Fu qui va lui apprendre à se défendre et à rendre désormais coup pour coup.

## Fiche technique
Sauf indication contraire, les informations mentionnées dans cette section peuvent être confirmées par la base de données cinématographiques IMDb,  présente dans la section « Liens externes ».
- Titre original : Kung Fu Zohra
- Réalisation et scénario : Mabrouk El Mechri
- Musique : n/a
- Décors : André Fonsny
- Costumes : Emmanuelle Youchnovski
- Photographie : Pierre-Yves Bastard
- Montage : Marc Gurung
- Production : François Kraus et Denis Pineau-Valencienne
- Sociétés de production : Les Films du kiosque ; coproduit par Gaumont et France 2 Cinéma
- Société de distribution : Gaumont (France)
- Budget : 6,24 millions d'euros[2]
- Pays de production :  France
- Langue originale : français
- Format : couleur
- Genre : comédie dramatique, arts martiaux
- Durée : 100 minutes
- Chorégraphe et coordinateur combats : Kefi Abrikh[3]
- Action Director : Marc David[3]
- Entraineur et expert technique Kung-fu : Jean-Baptiste Leroy
- Lieu d'entrainement (Dojo) : Dojo-Do
- Dates de sortie : 
  - France : 22 octobre 2021 (avant-première au festival du cinéma méditerranéen de Montpellier)
  - France : 9 mars 2022

## Distribution
- Sabrina Ouazani : Zohra, caissière dans un hypermarché
- Ramzy Bedia : Omar, mari violent de Zohra
- Eye Haïdara : Binta, conductrice de bus, amie et conseillère de Zohra
- Olivia Côte : mère de Marion, amie de Zohra
- Shue Tien : Chang, gardien de gymnase, professeur de kung fu de Zohra
- Mira Rogliano : Zina, fille de Zohra et d'Omar
- Marie Cornillon : la baby-sitter

## Production

### Genèse et développement
Mabrouk El Mechri revient à la réalisation d'un long métrage près de 10 ans après Sans issue (2012). Fortement inspiré de sa mère, Zohra et de sa fille de 8 ans, le postulat de départ était de pouvoir donner à sa fille « son Rocky ».

### Tournage
Le tournage a lieu du 8 juin au 31 juillet 2020 notamment dans les studios d'Épinay et en Île-de-France (notamment au Pecq dans les Yvelines),.

## Accueil

### Accueil critique
La presse est plutôt mitigée lors de la sortie de la comédie française. 20 Minutes salue "la performance de la comédienne dont le charisme et la détermination éclairent Kung-Fu Zohra". Dernières Nouvelles d'Alsace parle d'un "féminisme de combat, souple et bondissant", "un récit détonnant" pour Ecran Large, porté par "deux formidables interprètes". Le scénario est globalement critiqué négativement par la presse qui le considère creux ; Télérama faisant un parallèle avec Karaté Kid en parlant d'un "Karaté bide".
Sur le site Allociné, le film reçoit une moyenne de 2,8/5 par un consortium de 12 titres de presse.

### Box-office
Le jour de sa sortie nationale, le 9 mars 2022, le film se place en 5e position du box-office français des nouveautés avec ses 4 869 entrées dont 2 343 en avant-première pour 225 copies. Il est précédé dans le classement par la comédie dramatique française Petite nature (6 150) et suivi par le thriller japonais The Housewife (3 351).
Le film termine sa course au bout de 4 semaines d'exploitation avec 43 501 entrées, ce qui est un résultat décevant à la vue du budget de plus de 6 millions d'euros.